# Travancas
Travancas era una freguesia portuguesa del municipio de Chaves, distrito de Vila Real.

## Organización territorial
La freguesia estaba formada por los núcleos de población de Argemil, São Cornélio y Travancas.

## Geografía
Situada a unos 20 km de Chaves, Travancas perteneció al antiguo municipio de Monforte de Río Livre, hasta su extinción el 31 de diciembre de 1853, pasando desde entonces al de Chaves.

## Historia
Fue suprimida el 28 de enero de 2013, en aplicación de una resolución de la Asamblea de la República portuguesa promulgada el 16 de enero de 2013 al unirse con la freguesia de Roriz, formando la nueva freguesia de Travancas e Roriz.